# Дивносинее сновидение
«Дивносинее сновидение» — книга, в которой максимально широко представлено разнообразное творчество поэта Дмитрия Авалиани: от палиндромов, анаграмм и листовертней до традиционных стихов и экзотических историфм. Некоторые из них публикуются впервые.
Книга составлена Сергеем Фединым и Ильёй Бернштейном и вышла уже после смерти Авалиани в издательстве «Самокат» в 2011 г. В названии книги использована анаграмма Дмитрия Авалиани.
«Дивносинее сновидение» состоит из трёх глав: Линии, Буквы, Рифмы.
В главе «Линии» представлены амбиграммы Авалиани, а именно: листовертни, ортогоналы, двоевзоры, зазеркалы.
В главе «Буквы» собраны образцы комбинаторной поэзии Авалиани: анаграммы, равнобуквицы, палиндромы, миниграммы, логогрифы, волноходы, разносмыслы, абецедарии, разнобуквицы, тавтограммы и метаграммы.
В главу «Рифмы» включены традиционные стихи Авалиани, а также его историфмы.
Практически все представленные в книге виды амбиграмм и жанры комбинаторной поэзии предваряются подготовленными составителями разъяснениями с определениями и примерами.